# 俄罗斯国家电气化委员会计划
俄罗斯国家电气化委员会计划（俄语：ГОЭЛРО）是苏联首个国家经济复苏和发展计划，是后来苏联国家计划委员会起草的五年计划的原型。俄罗斯国家电气化委员会计划由苏联领导人列宁发起并监督。列宁相信电气化在实现共产主义上具有核心重要性，他曾说：“共产主义就是苏维埃权力加全俄电气化”。委员会于1920年2月21日建立，主任为格列布·克尔日扎诺夫斯基，伊万·加夫里洛维奇·亚历山德罗夫参与计划的制定。